# Aartsbisdom Pisa
Het aartsbisdom Pisa (Latijn: Archidioecesis Pisana; Italiaans: Arcidiocesi di Pisa) is een metropolitaan aartsbisdom van de Rooms-Katholieke Kerk in Italië. De zetel van het aartsbisdom is in Pisa. De aartsbisschop van Pisa is metropoliet van de kerkprovincie Pisa waartoe ook de volgende suffragane bisdommen behoren:
- Bisdom Livorno
- Bisdom Massa Carrara-Pontremoli
- Bisdom Pescia
- Bisdom Volterra

De patroonheilige van het aartsbisdom is Renier van Pisa.

## Geschiedenis
Het bisdom Pisa werd opgericht in de 4e eeuw. Op 21 april 1092 werd het door paus Urbanus II met de bul Cum universis tot metropolitaan aartsbisdom verheven. De toenmalige suffragane bisdommen waren: Accia, Mariana, Aléria, Nebbio en Sagone; allen op Corsica. Van eind 11e tot begin 13e eeuw was de aartsbisschop van Pisa leenheer van de Giudicati van Sardinië.
De aartsbisschop van Pisa voert nog altijd de titel "Primaat van Sardinië en Corsica".

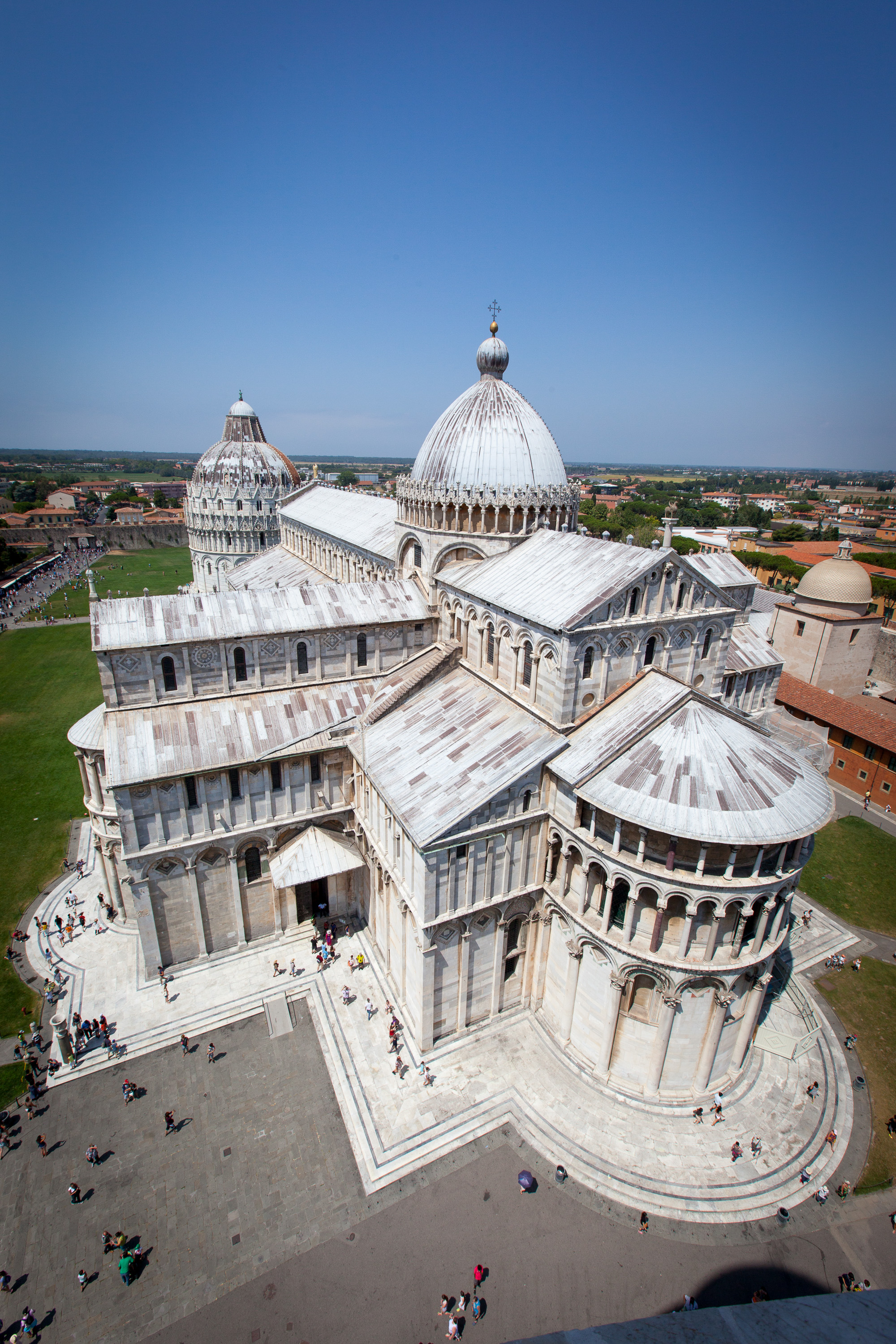
Kathedraal van Pisa en het Baptisterium gezien vanaf de Toren van Pisa